# Rathaus (Schwaigern)

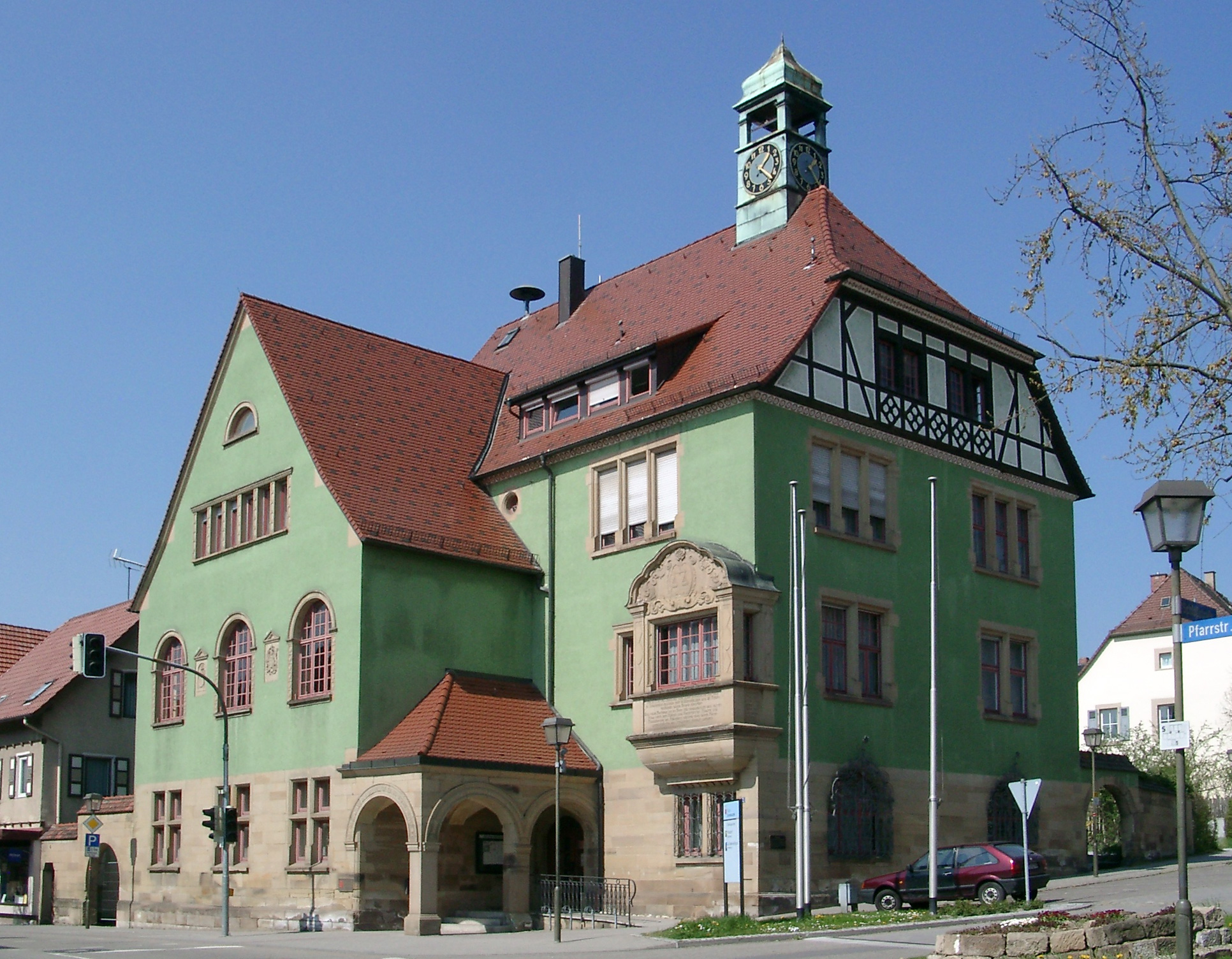
Das Rathaus in Schwaigern

Das Rathaus in Schwaigern ist ein historisches Gebäude, das im Jahre 1906 unweit des am 21. Mai 1905 bei einem Brand zerstörten alten Rathauses Schwaigerns errichtet wurde.

## Beschreibung
Der Profanbau entstand nach den Entwürfen des Architekten Theodor Moosbrugger. Das Eingangsportal wurde über Eck gesetzt. Die Treppenhausüberfensterung wurde deutlich aus der Wand geschnitten. Der Giebel wurde asymmetrisch angeordnet. Diese sind die Kennzeichen des Heimatstils mit „klaren Formen und dezentem Schmuck [mit] heimischen Baumaterialien und regionaler Bautradition“.
Fenstergitter und Heizkörperverkleidungen schuf der Heilbronner Kunstschmied August Stotz.